# Albert Henry
Albert Royle Henry, född 11 juni 1907, död 1 januari 1981, var pionjären i Cooköarnas politik och den drivande kraften bakom Cooköarnas självstyre den 4 augusti 1965. Henry bildade Cook Islands Party 1965 och valdes samma år till premiärminister som han var fram till 1978. Han adlades 1974 av Elizabeth II kort efter öppnandet av Rarotonga International Airport. Han fråntogs dock sin adelstitel när det kom fram att han hade använt regeringspengar för chartrade flygplan till personer som stödde partiet men bodde utomlands. Albert Henry avled 1981 och är begravd på CICC:s kyrkogård i Avarua.